# 피터 프리쳇
피터 프러솃(Peter Frechette, 영어 발음: /frəˈʃɛt/, 1956년 10월 3일 ~ )은 미국의 배우이다.
워릭에서 태어났다.

## 출연 작품
- 안나 성당의 기적 (2008년)
- 새비지스 (2007년)
- 인사이드 맨 (2006년) - 피터 해먼드 역
- 프로파일러 (1996년)
- 월 스트리트 전쟁 (1993년)
- 공포의 휴가길 2 (1985년)
- 내 사랑 로라 (1984년)
- 그리스 2 (1982년) - 루이스 역

### 텔레비전
- L.A. 로 - (1986)
- 로앤오더: 범죄 전담반 (1990)
- 피켓 펜스 (1992)